# Urotrygon munda
Urotrygon munda е вид акула от семейство Urotrygonidae.

## Разпространение и местообитание
Видът е разпространен в Гватемала, Еквадор, Колумбия, Коста Рика, Мексико (Гереро, Кинтана Ро, Колима, Мичоакан, Наярит, Оахака, Халиско и Чиапас), Никарагуа, Панама, Перу и Салвадор.
Среща се на дълбочина от 1 до 37 m, при температура на водата от 20,6 до 25,9 °C и соленост 33 – 34,3 ‰.

## Описание
На дължина достигат до 28,8 cm.